# سلمی
سلمی روستا در ایران است که در دهستان قلعه زری شهرستان خوسف واقع شده‌است. سلمی ۱۷۹ نفر جمعیت دارد.